# Влажные леса на Кубе
Кубинские влажные леса — экорегион влажных тропических  лесов, занимающий 21 400 км² на Кубе и острове Хувентуд. Распределение растительности на Кубе находится в тесной зависимости от степени увлажнённости, к влажным лесам Кубы относят территории, которые получают более 2000 мм осадков в год и не имеет сухого сезона. Влажные тропические леса в современном растительном покрове представлены фрагментарно.
Почвы обычно образуются из кварца, известняка или серпентинитов. Кубинские влажные леса можно разделить на низинные леса (от уровня моря до 400 м), субмонтанные (предгорные) леса (400—800 м) и монтанные (горные) леса (800—1900 м). В горах острова Куба в условиях повышенной влажности в основном развиваются лиственные «леса туманов» (нефелогилеи) с обилием эпифитов, древовидных папоротников, эпифитных мхов и лишайников.

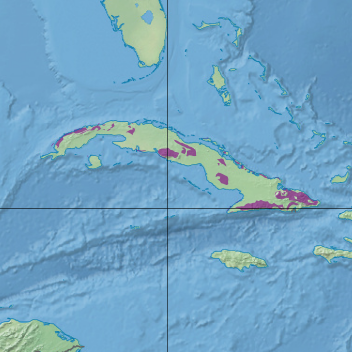
Экорегион на Кубе

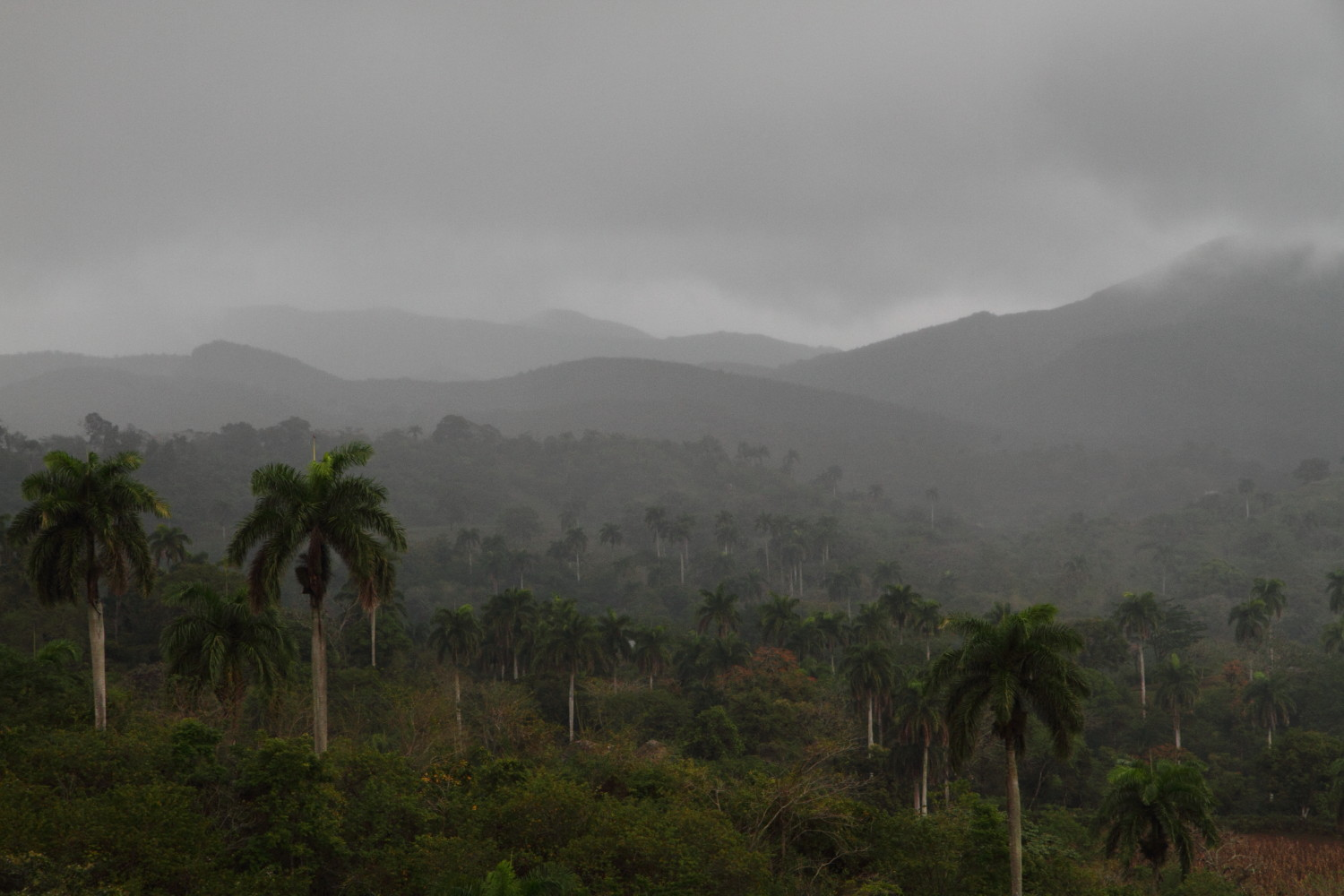
Влажные леса, национальный парк Сьерра-Кристалл

## Равнинные леса
Низинные леса встречаются на высотах от уровня моря до 400 м (1300 футов) и достигают высоты 40 м (130 футов). Они состоят из трех ярусов деревьев. Верхний ярус включает ачиотилло (Alchornea latifolia), нахеси (Carapa guianensis) и акану (Manilkara valenzuelana); средний ярус содержит тагуа-тагуа (Diospyros caribaea), Ocotea floribunda, Oxandra laurifolia, Talauma minor, Terminalia spp. и Ficus spp.
Нижний ярус включает несколько видов древовидных папоротников, миртовых и меластомовых. Эпифиты разнообразны и многочисленны, включая эндемичные виды Hymenodium crinitum, Oleandra articulata, Columnea tincta и Psychotria pendula. Типичные пальмы — это Calyptronoma plumeriana, Prestoea acuminata var. montana и Bactris cubensis. Также важны виды геликонии, мхи и печёночники.

## Предгорные леса
Субмонтанные леса встречаются на высотах 400—800 м (1300—2600 футов). Типичные субмонтанные леса состоят из двух ярусов деревьев и подлеска; они достигают высоты до 30 м (98 футов). В верхнем ярусе растут ачиотилло (Alchornea latifolia), хукаре амарильо (Buchenavia capitata), пурио прието (Guatteria blainii), Licaria jamaicensis, робле мачо (Tabebuia hypoleuca) и Zanthoxylum elephantiasis.
В нижнем ярусе можно найти куаба де ла маэстра (Amyris lineata), куахани (Prunus myrtifolia), Ditta myricoides, Laplacea spp., Oxandra laurifolia, Ocotea spp., Rapanea ferruginea и виды Podocarpus. В подлеске процветают древовидные папоротники, миртовые, меластомовые и мареновые.
Субмонтанные леса, растущие на ультизолях, достигают высоты 20 м (66 футов) и имеют два яруса с деревьями, такими как Calophyllum utile, Guatteria cubensis, Magnolia cristalensis, робле де оха анча (Tabebuia dubia), Zanthoxylum cubense и Bactris cubensis.

## Горные леса
Горные леса встречаются на высотах 800—1900 м (2600-6200 футов). Эти леса состоят из двух древесных ярусов и достигают высоты 20 м (66 футов). Верхний ярус доминируют баррил (Cyrilla racemiflora), мараньон де ла Маэстра (Magnolia cubensis), Persea anomala и Laplacea angustifolia. Нижний ярус состоит из Cleyera nimanimae, Freziera grisebachii, Haenianthus salicifolius, видов Lyonia, Torralbasia cuneata и можжевельника (Juniperus saxicola). Эпифиты, мхи, папоротники, наземные орхидеи и плауны распространены в изобилии.

## Фауна
Птицы влажных лесов Кубы включают кубинского тоди (Todus multicolor), пчелиного колибри (Mellisuga helenae), кубинского трогона (Priotelus temnurus), кубинского солитера (Myadestes elisabeth), кубинского коршуна (Chondrohierax wilsonii), красноногого сахароклюва (Cyanerpes cyaneus), кубинского попугая (Aratinga euops), сипуху (Asio stygius) и ястреба Гандлаха (Accipiter gundlachi). Всего же начитывается 25 видов птиц. Редкий кубинский соленодон (Atopogale cubana) — небольшое млекопитающее, является эндемиком восточных монтанных лесов в горном хребте Нипе-Сагуа-Баракоа. Другие заметные млекопитающие включают хутии — 4-5 видов небольших и средних лазающих грызунов, родственных морской свинке.